# Tiro esportivo nos Jogos Pan-Americanos de 1963
As competições de tiro esportivo nos Jogos Pan-Americanos de 1963 foram realizadas em São Paulo, no Brasil. Catorze eventos concederam medalhas, sendo todos masculinos.

## Medalhistas
Masculino
| Evento                                                         | Ouro                                | Prata                                  | Bronze                              |
| -------------------------------------------------------------- | ----------------------------------- | -------------------------------------- | ----------------------------------- |
| Tiro rápido 25 m detalhes                                      | Cecil Wallis USA Estados Unidos     | Lawrence Mosely USA Estados Unidos     | Manuel Fernández USA Estados Unidos |
| Pistola 50 m detalhes                                          | Franklin Green USA Estados Unidos   | Garfield McMahon CAN Canadá            | Elvin Merx USA Estados Unidos       |
| Pistola de fogo central 25 m detalhes                          | Thomas Smith USA Estados Unidos     | William Blackenship USA Estados Unidos | Garfield McMahon CAN Canadá         |
| Carabina três posições 50 m detalhes                           | Gary Anderson USA Estados Unidos    | William Krilling USA Estados Unidos    | Paulino Díaz MEX México             |
| Carabina deitado 50 m detalhes                                 | Enrico Forcella VEN Venezuela       | Lones Wigger USA Estados Unidos        | Edward Gaygle USA Estados Unidos    |
| Carabina de alto poder três posições 50 m detalhes             | Gary Anderson USA Estados Unidos    | Verie Wright USA Estados Unidos        | Clinton Dahistron CAN Canadá        |
| Skeet detalhes                                                 | Kenneth Sedlecky USA Estados Unidos | Juan García VEN Venezuela              | Bernard Hartman CAN Canadá          |
| Tiro rápido 25 m por equipes detalhes                          | USA Estados Unidos                  | ARG Argentina                          | MEX México                          |
| Pistola 50 m por equipes detalhes                              | USA Estados Unidos                  | CAN Canadá                             | MEX México                          |
| Pistola de fogo central 25 m por equipes detalhes              | USA Estados Unidos                  | CAN Canadá                             | MEX México                          |
| Carabina três posições 50 m por equipes detalhes               | USA Estados Unidos                  | CAN Canadá                             | PER Peru                            |
| Carabina deitado 50 m por equipes detalhes                     | USA Estados Unidos                  | MEX México                             | VEN Venezuela                       |
| Carabina de alto poder três posições 50 m por equipes detalhes | USA Estados Unidos                  | ARG Argentina                          | BRA Brasil                          |
| Skeet por equipes detalhes                                     | USA Estados Unidos                  | VEN Venezuela                          | CAN Canadá                          |

## Quadro de medalhas
| Ordem | País               | Medalha de ouro | Medalha de prata | Medalha de bronze |    |
| ----- | ------------------ | --------------- | ---------------- | ----------------- | -- |
| 1     | USA Estados Unidos | 13              | 5                | 3                 | 21 |
| 2     | VEN Venezuela      | 1               | 2                | 1                 | 4  |
| 3     | CAN Canadá         |                 | 4                | 4                 | 8  |
| 4     | ARG Argentina      |                 | 2                |                   | 2  |
| 5     | MEX México         |                 | 1                | 4                 | 5  |
| 6     | BRA Brasil         |                 |                  | 1                 | 1  |
|       | PER Peru           |                 |                  | 1                 | 1  |
| TOTAL | TOTAL              | 14              | 14               | 14                | 42 |

## Ligação externa
- Jogos Pan-Americanos de 1963